# Die Nixe im Teich

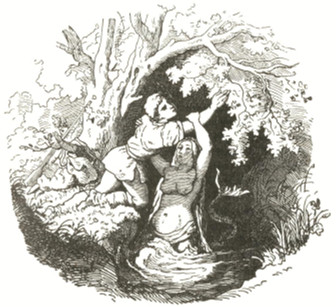
Holzschnitt, Ludwig Richter

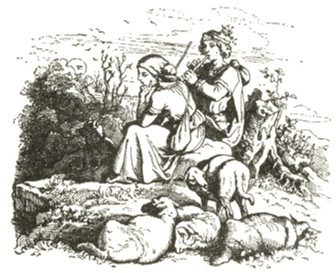
Holzschnitt, Ludwig Richter

Die Nixe im Teich ist ein Märchen (ATU 316, 313). Es steht in den Kinder- und Hausmärchen der Brüder Grimm ab der 5. Auflage von 1843 an Stelle 181 (KHM 181) und basiert auf einem Märchen aus der Oberlausitz von Moriz Haupt in dessen Zeitschrift für deutsches Altertum von 1841. Ludwig Bechstein übernahm es nach derselben Vorlage in sein Deutsches Märchenbuch als Der Müller und die Nixe (1845 Nr. 50, 1853 Nr. 41).

## Inhalt
Ein verarmter Müller begegnet einer Nixe in seinem Mühlenteich. Sie verspricht ihm Wohlstand im Tausch gegen das, was eben in seinem Hause jung geworden sei. Der Müller lässt sich darauf ein, nicht ahnend, dass das sein neugeborener Sohn ist. Der Sohn soll sich seitdem vom Teich fernhalten. Er wächst auf, wird Jäger und heiratet. Eines Tages gerät er bei der Jagd auf ein Reh versehentlich in die Nähe des Teichs, und als er seine Hände darin waschen will, zieht die Nixe ihn hinab. Seine Frau findet heraus, was geschehen ist, wandert in ihrem Schmerz um das Wasser, bis sie einschläft und angeregt durch einen Traum eine weise alte Frau aufsucht. Diese rät ihr, bei Vollmond einen goldenen Kamm, das zweite Mal eine Flöte und zuletzt ein Spinnrad am Ufer des Teichs zu benutzen, worauf erst der Kopf, das zweite Mal der Oberkörper des Mannes erscheint und er schließlich freikommt. Die beiden überleben die Flut des sich erhebenden Gewässers, indem sie in einen Frosch und eine Kröte verwandelt werden, finden sich aber nicht wieder. Schließlich treffen sie sich als einsame Schafhirten in der Fremde.

## Herkunft

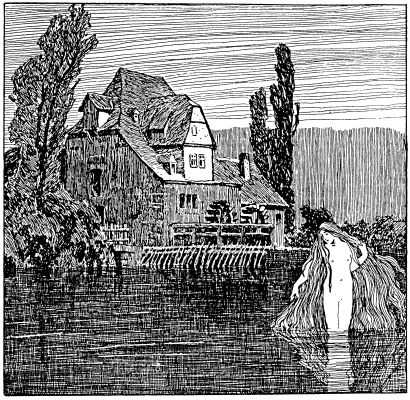
Illustration von Otto Ubbelohde, 1909

Grimms Anmerkung nennt die Quelle, Haupts Ein Märchen aus der Oberlausitz in der Zeitschrift für deutsches Alterthum (Nr. 1, 1841) und bemerkt noch, dass der bösen Nixe in anderen Märchen der Teufel entspricht, „wie etwa in Nr. 34“ (richtiger wohl KHM 29). Wilhelm Grimm ergänzte die Vorlage um wörtliche Reden und Naturbeschreibungen: Die Frau ruft den Mann verzweifelt beim Namen und der Halbmond scheint „unbeweglich“ auf den See. Die alte Frau wohnt nun auf einem Berg und hört aufmerksam zu, wie vorher die Nixe. Er ersetzt den verfolgten Hasen durch ein Reh (wie in KHM 60, 85, 113, 74a) und lässt die Frau den Teich umkreisen (wie Joringel in KHM 69). Seine Beschreibung der Nixe ähnelt der Loreley, wie Hans-Jörg Uther bemerkt. Wilhelm Grimm perfektionierte also die im Sinne der Romantik ansprechende Darstellung. Relativ ähnlich war schon Johann Christoph Matthias Reineckes Der Nixen Eingebinde in Eichenblätter oder die Märchen aus dem Norden (Bd. 1, 1793), ferner Johann Karl August Musäus’ Die Nymphe des Brunnens (1783) oder Straparolas Ergötzliche Nächte 3,4.
Die Handlung ähnelt KHM 69 Jorinde und Joringel, ferner KHM 12 Rapunzel, KHM 111 Der gelernte Jäger, KHM 136 Der Eisenhans, KHM 198 Jungfrau Maleen, aus Irische Elfenmärchen Nr. 24 Der See Corrib, Nr. 26 Der verzauberte See. Vgl. zur Auslieferung des Kindes KHM 3, 12, 31, 55, 88, 92, 108, zur Jagd auf das Reh KHM 60, 85, 113, zur alten Frau KHM 69, 123, 133, zur Erlösung mit Spinnrad KHM 49, 67, 59a, Ariadne.

## Sprache und Stil

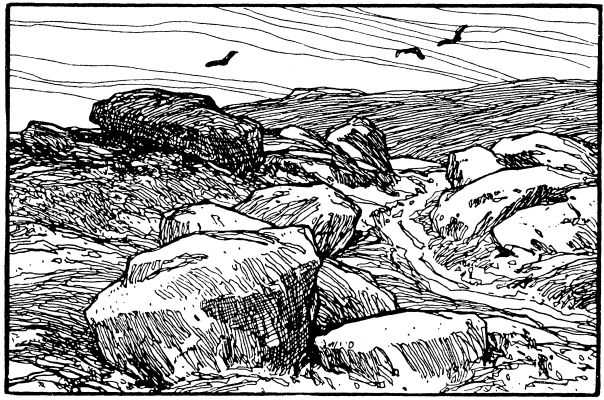
Illustration von Otto Ubbelohde, 1909

Reichtum und Armut des Müllers beschreiben die alliterierenden Wendungen „Geld und Gut“ (vgl. KHM 88, 101, 108, 27a, 191a), „Kisten und Kasten“ (vgl. KHM 92, 1. Aufl. von KHM 31) bzw. „Unglück kommt über Nacht“. Als der Jäger seine Frau schließlich „erkannte“ (vgl. Gen 4,1 ), fällt ihm „eine Decke von den Augen“ (vgl. KHM 164, 186).
Die in Ort und Zeit unbestimmte Handlung entwickelt sich dreimal am magischen Waldsee, bis zur ebenfalls märchentypischen Erlösung in Liebe. Diese Wendepunkte dienen hier Perspektivwechseln erst vom Müller auf seinen Sohn, dann auf dessen Frau. Die retardierte Erlösung durch dreierlei Wundergaben betont erneut die Dreigliederung. Verwendete Symbole passen zueinander, z. B. Flinte und Flöte, Wald und Wiese, Spindel und Wollhaar der Schafe. Die Frau ruft im Halbmond (bei Grimm) den Mann beim Namen, wie eingangs die Nixe den Müller, ehe bei Vollmond die Magie gelingt. Die Bergwiese der hilfreichen Alten kontrastiert zum Waldsee der Verführerin. Das Märchen wurde offenbar sorgfältig bearbeitet, etwa vergleichbar mit KHM 136 Der Eisenhans.

## Interpretation

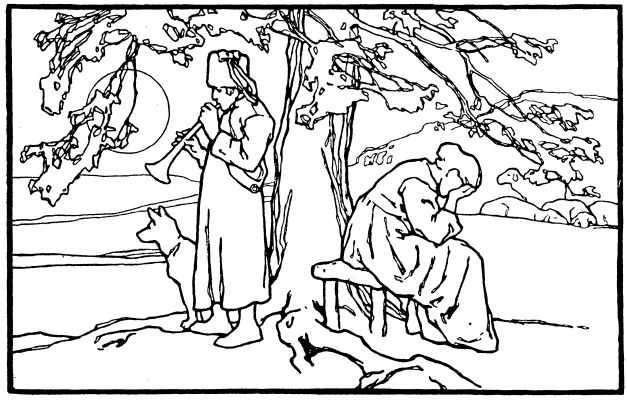
Illustration von Otto Ubbelohde, 1909

Der Text betont Gegensätze wie Tag und Nacht, Erotik und Alter, Teich und Fels. Dem heftigen Überschwang des Wasserelements folgt lange Einsamkeit auf den Feldern. Es häufen sich glitschige, nasse, grüne Elemente, wie See, Wald, Jäger oder Frosch. Nixen werden nach manchen Überlieferungen mit grüner Haut, grünem Haar und tropfendem Rocksaum dargestellt. Flinte und Flöte können als Phallussymbole gedeutet werden. Das Unglück kommt „über Nacht“, obwohl der Reichtum dann „von Jahr zu Jahr“ schwindet. Der Müller will es sich leichter ums Herz machen, die Nixe verspricht, ihn glücklicher zu machen, als er je gewesen ist, und er eilt getröstet heim. Dort erschrickt er, als er erkennt, dass die Begebenheit seine Familie belastet, und beichtet „mit gesenktem Haupt“ seiner Frau. Der Vater warnt seinen Sohn vor dem Fehler, den er selbst beging, und dieser nimmt sich in Acht „vor den Nachstellungen der Nixe“. Lediglich sein Jägerberuf und vielleicht die frühe Heirat scheinen auf das geheime Erbe seines Vaters hinzuweisen. Sobald er aber versehentlich doch in Kontakt mit dem Teich kommt, wird er sofort hinabgezogen an den Händen, die er sich mit dem Blut eines Rehs beschmutzt hat. Das scheint die Berührung mit der Nixe anzudeuten, die der Vater an seinen Sohn weitergegeben hat. Das sykotische Miasma kann (z. B. nach Samuel Hahnemann) durch Gonorrhoe ausgelöst werden, eine besonders früher häufige Geschlechtskrankheit mit grünlichem Ausfluss. Dagegen scheint bei der treuen Frau des Jägers, die zu einer Kröte wird, das Erdelement zu überwiegen. Ihr Goldkamm (schöne Erscheinung) befreit seinen Kopf, sinnliches Flötenspiel das Herz, erst die Spindel als Sinnbild häuslichen, stetigen Lebens den ganzen Leib. Der Anthroposoph Rudolf Meyer erklärt, ätherische Wasserwesen sehnten sich nach geistdurchleuchteten Seelengaben, nach einem Herzens-Erlebnis, das den träumerischen Bann bricht, wie in Fouqués Undine. Im Umgang mit ihnen enthüllen sich der Seele Verwandlungsgeheimnisse, so Goethe im Gesang der Geister über den Wassern. Der Homöopath Martin Bomhardt vergleicht das Märchen mit dem Arzneimittelbild von Veratrum album. Psychologische Interpretationen zielen mehr auf schwierige Nähe-Distanz-Regulation und Affektvermeidung.
Hedwig von Beit deutet das Kindsopfer des Vaters (Jephtha-Motiv) als Beharren des Bewusstseins auf Bisherigem zulasten von Neuem, entsprechend den Sohn als schwaches Abbild des Vaters anstelle der Tochter. Missachtung des Unbewussten lässt paradoxerweise dessen dämonischen Aspekt hervortreten. Die Lösung erfolgt durch die gütige Muttergestalt auf instinktiven, auch krummen Wegen. Auch Verena Kast sieht den Müller in vermeintlicher Absicherung das künftige Leben opfern, an dem die Nixe teilhaben will. Er fragt auffallend oft um Rat, als fehlte ihm Autonomie, erfolgsverwöhnt in offenbar ursprünglich positivem Mutterkomplex. Seine Faszination beim Anblick der Nixe zeigt, dass nun Wesentliches bewusst wird. Ihre naturnahe Erotik übersteigt seine Gewohnheit. Kast vergleicht Geburtsgöttinnen wie Artemis, Diana, Brigid, Freya, Frau Holle, die u. a. als Reh erschienen. Gefühle drückt man oft in Wassermetaphern aus und projiziert z. B. Angst vor Verstrickung auf Wasserpflanzen. Da es bei bloßer Ahnung einer Lösung bleibt, wird das Problem auf den Sohn verschoben, der als Jäger (Artemis) mit Natur umgeht und doch den Teich meidet, also in kreativer Vermeidung irgendwie ähnliche Fertigkeiten übt. Jagd hat mit Sexualität und mit Tod zu tun, wobei er nicht merkt, dass er die Leidenschaft nicht wie das Reh töten kann. Die weise Frau als weitere Repräsentantin der Großen Göttin gibt in Märchen stets Rat, v. a. zu Fragen der Geburt. Sie hört zu und besitzt hier mit Kamm und Musik ähnliche Ausdrucksmittel wie die Nixe, als wäre sie selbst eine gewesen. Die Weiherszene zeigt einen inneren Trauerprozess, der der Frau das Unbewusste öffnet. Kast schildert ähnliche Traumbilder einer Klientin, deren Mann verunglückt war. Der Halbmond (von Wilhelm Grimm ergänzt) passt zum Thema der Lebenszyklen, das Spinnen wieder zu Artemis, Athene oder Klotho. Es bedeutet ewige Wiederkehr des Gleichen und Ordnung aus Chaos. Die regelmäßige Tätigkeit begünstigt ein Phantasieren gemeinsamer emotionaler Dynamik, die bisher vermieden wurde und sie jetzt regredieren lässt zu Kröte und Frosch, wie Nixen Mond- und Fruchtbarkeitssymbole, Übergangswesen zwischen Land und Wasser. Zu rascher Annäherung folgt ebenso radikale Trennung und vorsichtige Wiederannäherung. Ebenbürtig hüten beide, was ein Zusammenhalten, d. h. Konzentration bedeutet. Statt des Gewehrs hat nun auch er eine Flöte, seine Gefühle auszudrücken. Auch Jobst Finke versteht die Nixe als Näheangst des Mannes (wie die Rätselprinzessin in KHM 22 Das Rätsel).

## Rezeptionen

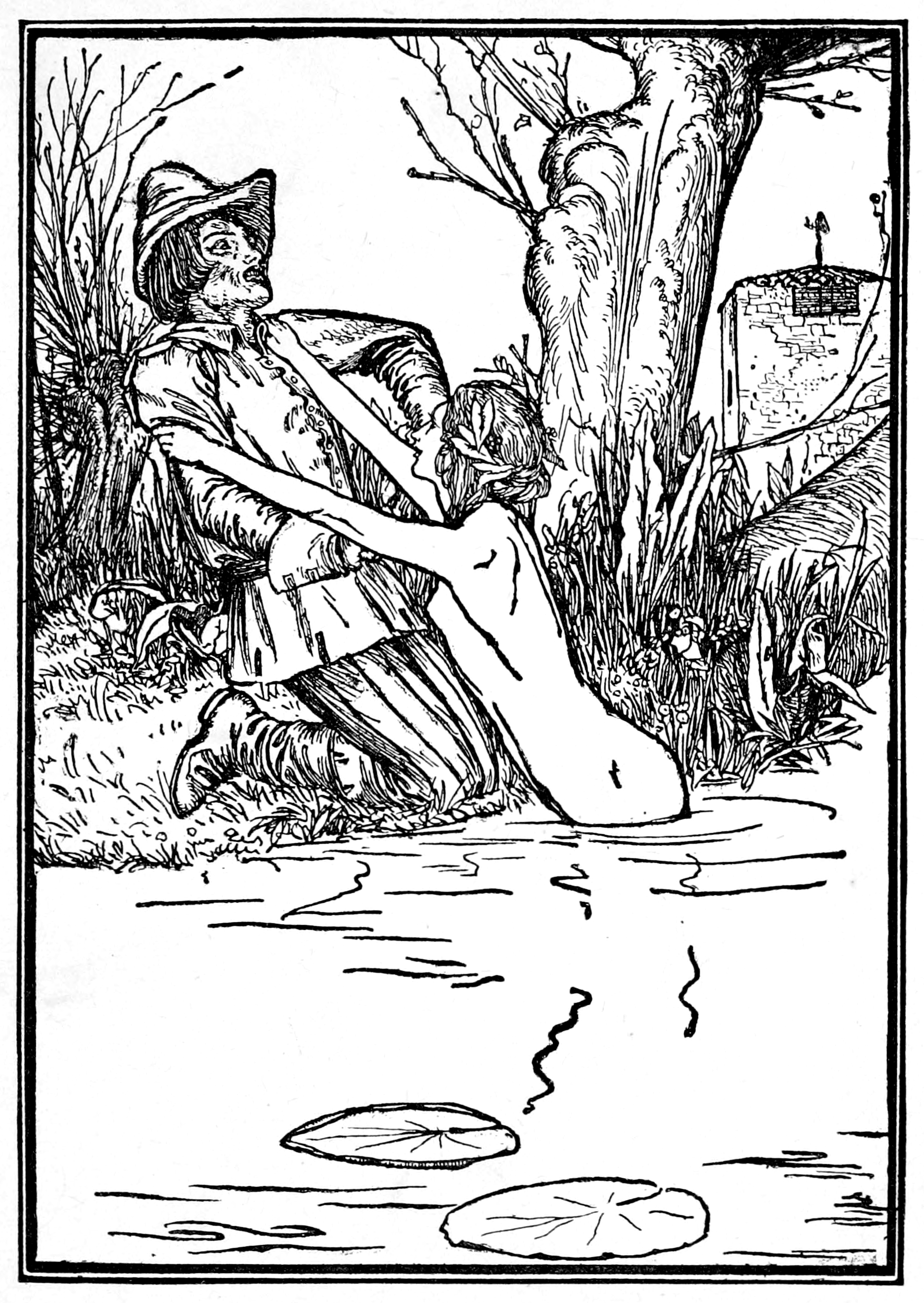
Illustration von Robert Anning Bell, 1912

Ludwig Bechsteins Der Müller und die Nixe gibt Haupts Vorlage sehr originalgetreu wieder. Statt „zuletzt mit seinem Schusse“ streckt der Jäger den Hasen „mit einem Schuss nieder“, die Jägersfrau bläst die Flöte und legt „sie“ ans Ufer (nicht „sich“), was auch Fehler im Original sein könnten.
Ähnlich sind auch Das graue Männchen in Johann Wilhelm Wolfs Deutsche Hausmärchen (1851) sowie Der Kaufmann und die Seejungfrau in Ulrich Jahns Volksmärchen aus Pommern und Rügen (1891).

## Film und Theater
- Gurimu Meisaku Gekijō, japanische Zeichentrickserie 1987, Folge 46: Die Nixe im Teich.

Eine Internetrecherche ergab Theateraufführungen für Kinder beim Figurentheater Marmelock, den Alzenauer Burgfestspielen oder im Dresdener Puppentheater Eva Johne.